# Clwyd
Clwyd és un comtat de Gal·les creat el 1974 per la Local Government Act 1972 de la unió dels antics comtats de Flint i la majoria de Denbigh, amb el districte rural d'Edeyrnion de Merioneth. El comtat agafa el nom del riu Clwyd. Tenia 2.467 km² i 407.000 habitants. La capital és Mold (Yr Wyddgrug). Es dividia en sis districtes:
- Alyn and Deeside
- Colwyn
- Delyn
- Glyndwr
- Rhuddlan
- Wrecsam

El comtat ha estat abolit el 1996 i dividit en les autoritats unitàries de Sir y Fflint, Ciutat comtal de Wrecsam, Sir Ddinbych, i parts de Conwy i Powys.
Pel que fa als parlants de gal·lès, el cens del 1992 donava 71.405 (18,2%), però hi ha moltes diferències entre els dos antics comtats, Dinbych (amb un 74,8% de parlants a Llangernyw, però un 9,9% a Merford-Hoseley), i Y Fflynt (on oscil·len entre el 17,8% de Delyn, el 16,2% de Rhuddland i el 9,6% d'Alin-Deeside). Segons dades del cens del 2001, a Flint hi havia 18,399 (14,1%), a Denbighshire 23,294 (26,9%) i a Wrecsam 15,990 (14,5%).